# Ventosa (biologia)
La ventosa è un organo che permette ad alcuni animali, solitamente rettili e anfibi, di aderire a superficie verticali come muri, alberi e vetri.
È presente nelle lucertole muraiole, nei gechi, nelle rane, nei camaleonti, negli elodermi, nei ramarri, nelle salamandre, nei tritoni e anche nei polpi e nei moscardini.